# Idaho Stampede 2011-2012
La stagione 2011-12 degli Idaho Stampede fu la 6ª nella NBA D-League per la franchigia.
Gli Idaho Stampede arrivarono settimi nella Western Conference con un record di 21-29, non qualificandosi per i play-off.

## Roster
|    | Naz.                   | Ruolo | Sportivo          | Anno | Alt. | Peso |  |
| -- | ---------------------- | ----- | ----------------- | ---- | ---- | ---- |  |
| 1  | Stati Uniti (bandiera) | GA    | Jordan Hamilton   | 1990 | 201  | 100  |  |
| 4  | Stati Uniti (bandiera) | G     | David Bailey      | 1981 | 173  | 75   |  |
| 6  | Stati Uniti (bandiera) | G     | Dontell Jefferson | 1983 | 196  | 88   |  |
| 6  | Stati Uniti (bandiera) | G     | Terrico White     | 1990 | 196  | 97   |  |
| 11 | Stati Uniti (bandiera) | G     | Marcus Banks      | 1981 | 188  | 93   |  |
| 11 | Stati Uniti (bandiera) | G     | Cheyne Gadson     | 1980 | 191  | 86   |  |
| 11 | Stati Uniti (bandiera) | G     | Armon Johnson     | 1989 | 193  | 88   |  |
| 12 | Stati Uniti (bandiera) | G     | Tony Bobbitt      | 1979 | 193  | 93   |  |
| 14 | Stati Uniti (bandiera) | A     | Luke Babbitt      | 1989 | 206  | 102  |  |
| 14 | Stati Uniti (bandiera) | G     | Chris Davis       | 1986 | 191  | 84   |  |
| 14 | Stati Uniti (bandiera) | G     | Eric Devendorf    | 1987 | 193  | 82   |  |
| 15 | Stati Uniti (bandiera) | G     | Seth Tarver       | 1988 | 196  | 98   |  |
| 21 | Stati Uniti (bandiera) | A     | Paul Carter       | 1987 | 203  | 91   |  |
| 21 | Stati Uniti (bandiera) | A     | Jason Ellis       | 1982 | 201  | 91   |  |
| 22 | Stati Uniti (bandiera) | G     | Mildon Ambres     | 1984 | 198  | 103  |  |
| 22 | Stati Uniti (bandiera) | GA    | Devin Green       | 1982 | 201  | 98   |  |
| 24 | Stati Uniti (bandiera) | A     | Jordan Brady      | 1983 | 198  | 100  |  |
| 24 | Stati Uniti (bandiera) | A     | Kevin Galloway    | 1988 | 201  | 98   |  |
| 24 | Stati Uniti (bandiera) | G     | Julyan Stone      | 1988 | 201  | 91   |  |
| 33 | Stati Uniti (bandiera) | A     | Antoine Walker    | 1976 | 206  | 111  |  |
| 34 | Stati Uniti (bandiera) | A     | Willie Jenkins    | 1981 | 198  | 100  |  |
| 41 | Stati Uniti (bandiera) | AC    | Derrick Caracter  | 1988 | 206  | 125  |  |
| 41 | Stati Uniti (bandiera) | C     | Kendall Dartez    | 1980 | 208  | 102  |  |
| 42 | Stati Uniti (bandiera) | C     | Mikki Moore       | 1975 | 213  | 102  |  |
| 44 | Stati Uniti (bandiera) | C     | Will Foster       | 1988 | 226  | 118  |  |
| 50 | Stati Uniti (bandiera) | A     | Reggie Larry      | 1986 | 198  | 102  |  |

## Staff tecnico
- Allenatore: Randy Livingston
- Vice-allenatore: Joel Abelson
- Preparatore atletico: Kevin Taylor